# Эспинола, Хуан
Хуан Анхель Эспинола Гонсалес (исп. Juan Ángel Espínola González; род. 2 ноября 1994, Сьюдад-дель-Эсте) — парагвайский футболист, вратарь клуба «Бельграно» и сборной Парагвая.

## Клубная карьера
Эспинола — воспитанник клуба «Серро Портеньо». 22 мая 2013 года в матче против «Спортиво Карапегуа» он дебютировал в парагвайской Примере. В 2014 году Хуан перешёл в аргентинский «Атлетико Сармьенто», но так и не дебютировал за основной состав. В 2015 году Эспинола вернулся на родину подписал контракт со столичным «Насьоналем». 4 июля в матче против «Рубио Нью» он дебютировал за новую команду.
В 2021 году Эспинола перешёл в «Годой-Крус». 13 февраля в матче против «Альдосиви» он дебютировал в аргентинской Примере.
В 2023 году Хуан подписал контракт со столичной «Олимпией». 25 марта в матче против «Спортиво Амелиано» он дебютировал за новый клуб. В 2024 году Эспинола на правах аренды перешёл в «Бельграно». В матче против «Уракана» он дебютировал за новую команду.

## Международная карьера
17 ноября 2022 года в товарищеском матче против сборной Перу Эспинола дебютировал за сборную Парагвая.